# Puss in Boots (игра)
Puss in Boots (с англ. — «Кот в сапогах») — компьютерная игра в жанре action, основанная на полнометражном мультфильме 2011 года про Кота в сапогах. Разработана Blitz Games и выпущена THQ на Xbox 360, PlayStation 3, Wii и Nintendo DS. В Северной Америке вышла 25 октября 2011 года, а в Европе — 2 декабря того же года.

## Синопсис
Действие происходит за годы до встречи со Шреком и Ослом в мультфильме «Шрек 2». Кот в сапогах должен очистить своё имя и честь ото всех обвинений против него, из-за которых ему пришлось стать беглецом. Кот пытается украсть волшебные бобы у печально известных преступников Джека и Джилл и встречает Кису Мягколапку, которая приводит его к старому другу, ставшему врагом, Шалтаю-Болтаю. Воспоминания о дружбе и предательстве усиливают сомнения Кота, но в конце концов он соглашается помочь яйцу заполучить волшебные бобы. Вместе они планируют украсть их, отправиться в замок Великана, украсть золотую гусыню и очистить имя Кота.

## Отзывы
На сайте-агрегаторе рецензий Metacritic версия для PS3 имеет оценку 70 из 100 на основе 4 отзывов.